# Vuelta a Andalucía 2023
Vuelta a Andalucía 2023, znana również jako Ruta del Sol 2023 – 69. edycja wyścigu kolarskiego Vuelta a Andalucía, która odbyła się w dniach od 15 do 19 lutego 2023 na liczącej ponad 845 kilometrów trasie składającej się z 5 etapów i biegnącej na terenie Andaluzji. Impreza kategorii 2.Pro była częścią UCI ProSeries 2023.

## Etapy
| Etap | Data   | Start – Meta                               | type     | Dystans (km) | Suma wzniesień (m) | Zwycięzca etapu | Lider         |
| ---- | ------ | ------------------------------------------ | -------- | ------------ | ------------------ | --------------- | ------------- |
| 1    | 15 lut | Puente de Génave – Santiago of the Sword   | górski   | 179          | 3947 m             | Tadej Pogačar   | Tadej Pogačar |
| 2    | 16 lut | Diezma – Alcalá la Real                    | górzysty | 156,1        | 2589 m             | Tadej Pogačar   | Tadej Pogačar |
| 3    | 17 lut | Alcalá de Guadaíra – Alcalá de los Gazules | płaski   | 161          | 1667 m             | Tim Wellens     | Tadej Pogačar |
| 4    | 18 lut | Olvera – Iznájar                           | górzysty | 164,8        | 3095 m             | Tadej Pogačar   | Tadej Pogačar |
| 5    | 19 lut | Villa de Otura – Alhaurín de la Torre      | górzysty | 184,3        | 2910 m             | Omar Fraile     | Tadej Pogačar |

## Uczestnicy

### Drużyny
| WorldTeams (8)- Alpecin-Deceuninck - Astana Qazaqstan Team - Bahrain Victorious - Ineos Grenadiers - Intermarché-Circus-Wanty - Team Jayco AlUla - Movistar Team - UAE Team Emirates ProTeams (9)- Burgos-BH - Caja Rural-Seguros RGA - Eolo-Kometa - Euskaltel-Euskadi - Israel-Premier Tech - Equipo Kern Pharma - Lotto Dstny - Team Flanders-Baloise - TotalEnergies |
| |

### Lista startowa
| Bahrain Victorious TBV | Bahrain Victorious TBV  | Bahrain Victorious TBV |
| ---------------------- | ----------------------- | ---------------------- |
| Nr                     | Kolarz                  | Miejsce                |
| 1                      | Mikel Landa (ESP)       | 2.                     |
| 2                      | Matej Mohorič (SLO)     | 32.                    |
| 3                      | Damiano Caruso (ITA)    | 7.                     |
| 4                      | Jack Haig (AUS)         | 11.                    |
| 5                      | Andrea Pasqualon (ITA)  | 59.                    |
| 6                      | Santiago Buitrago (COL) | 3.                     |
| 7                      | Edoardo Zambanini (ITA) | 39.                    |

| Astana Qazaqstan Team AST | Astana Qazaqstan Team AST | Astana Qazaqstan Team AST |
| ------------------------- | ------------------------- | ------------------------- |
| Nr                        | Kolarz                    | Miejsce                   |
| 11                        | Samuele Battistella (ITA) | DNF-5                     |
| 12                        | Luis León Sánchez (ESP)   | 24.                       |
| 13                        | Christian Scaroni (ITA)   | DNF-4                     |
| 14                        | Fabio Felline (ITA)       | 72.                       |
| 15                        | Wadim Pronski (KAZ)       | DNS-2                     |
| 16                        | Antonio Nibali (ITA)      | 82.                       |
| 17                        | Joe Dombrowski (USA)      | DNS-5                     |

| Ineos Grenadiers IGD | Ineos Grenadiers IGD           | Ineos Grenadiers IGD |
| -------------------- | ------------------------------ | -------------------- |
| Nr                   | Kolarz                         | Miejsce              |
| 21                   | Carlos Rodríguez (ESP) (szosa) | 4.                   |
| 22                   | Tao Geoghegan Hart (GBR)       | 6.                   |
| 23                   | Jhonatan Narváez (ECU)         | 12.                  |
| 24                   | Connor Swift (GBR)             | 61.                  |
| 25                   | Omar Fraile (ESP)              | 36.                  |
| 26                   | Salvatore Puccio (ITA)         | 76.                  |
| 27                   | Pawieł Siwakow (FRA)           | 10.                  |

| Movistar Team MOV | Movistar Team MOV         | Movistar Team MOV |
| ----------------- | ------------------------- | ----------------- |
| Nr                | Kolarz                    | Miejsce           |
| 31                | Enric Mas (ESP)           | 5.                |
| 32                | Iván García Cortina (ESP) | 75.               |
| 33                | Ruben Guerreiro (POR)     | 21.               |
| 34                | Gonzalo Serrano (ESP)     | 49.               |
| 35                | Nelson Oliveira (POR)     | 26.               |
| 36                | Gorka Izagirre (ESP)      | 18.               |
| 37                | Sergio Samitier (ESP)     | 86.               |

| UAE Team Emirates UAD | UAE Team Emirates UAD | UAE Team Emirates UAD |
| --------------------- | --------------------- | --------------------- |
| Nr                    | Kolarz                | Miejsce               |
| 41                    | Tadej Pogačar (SLO)   | 1.                    |
| 42                    | Alessandro Covi (ITA) | 54.                   |
| 43                    | George Bennett (NZL)  | 22.                   |
| 44                    | Tim Wellens (BEL)     | 17.                   |
| 45                    | Rafał Majka (POL)     | 25.                   |
| 46                    | Sjoerd Bax (NED)      | 79.                   |
| 47                    | Domen Novak (SLO)     | 91.                   |

| Team Jayco AlUla JAY | Team Jayco AlUla JAY          | Team Jayco AlUla JAY |
| -------------------- | ----------------------------- | -------------------- |
| Nr                   | Kolarz                        | Miejsce              |
| 51                   | Kevin Colleoni (ITA)          | 48.                  |
| 52                   | Felix Engelhardt (GER)        | 55.                  |
| 53                   | Tsgabu Grmay (ETH)            | 14.                  |
| 54                   | Christopher Juul-Jensen (DEN) | 80.                  |
| 55                   | Rudy Porter (AUS)             | 46.                  |
| 56                   | Matteo Sobrero (ITA)          | 20.                  |
| 57                   | Filippo Zana (ITA) (szosa)    | 27.                  |

| Alpecin-Deceuninck ADC | Alpecin-Deceuninck ADC  | Alpecin-Deceuninck ADC |
| ---------------------- | ----------------------- | ---------------------- |
| Nr                     | Kolarz                  | Miejsce                |
| 61                     | Dries De Bondt (BEL)    | 81.                    |
| 62                     | Samuel Gaze (NZL)       | 65.                    |
| 63                     | Ayco Bastiaens (BEL)    | DNF-5                  |
| 64                     | Alexander Krieger (GER) | DNF-5                  |
| 65                     | Axel Laurance (FRA)     | 35.                    |
| 66                     | Stefano Oldani (ITA)    | 44.                    |
| 67                     | Lionel Taminiaux (BEL)  |                        |

| Intermarché-Circus-Wanty ICW | Intermarché-Circus-Wanty ICW | Intermarché-Circus-Wanty ICW |
| ---------------------------- | ---------------------------- | ---------------------------- |
| Nr                           | Kolarz                       | Miejsce                      |
| 71                           | Lorenzo Rota (ITA)           | 8.                           |
| 72                           | Georg Zimmermann (GER)       | 47.                          |
| 73                           | Dion Smith (NZL)             | 57.                          |
| 74                           | Niccolò Bonifazio (ITA)      | 60.                          |
| 75                           | Laurens Huys (BEL)           | 23.                          |
| 76                           | Aimé De Gendt (BEL)          | 92.                          |
| 77                           | Laurenz Rex (BEL)            | 83.                          |

| Caja Rural-Seguros RGA CJR | Caja Rural-Seguros RGA CJR     | Caja Rural-Seguros RGA CJR |
| -------------------------- | ------------------------------ | -------------------------- |
| Nr                         | Kolarz                         | Miejsce                    |
| 81                         | Orluis Aular (VEN) (szosa)     | 84.                        |
| 82                         | Joel Nicolau (ESP)             | DNF-5                      |
| 83                         | Tomáš Bárta (CZE)              | DNF-4                      |
| 84                         | Jefferson Alveiro Cepeda (ECU) | 15.                        |
| 85                         | David González López (ESP)     | DNF-3                      |
| 86                         | Jokin Murguialday (ESP)        | DNF-3                      |
| 87                         | Julen Amezqueta (ESP)          | DNF-5                      |

| Eolo-Kometa EOK | Eolo-Kometa EOK         | Eolo-Kometa EOK |
| --------------- | ----------------------- | --------------- |
| Nr              | Kolarz                  | Miejsce         |
| 91              | Lorenzo Fortunato (ITA) | DNF-5           |
| 92              | Erik Fetter (HUN)       | 50.             |
| 93              | Davide Bais (ITA)       | DNS-5           |
| 94              | Simone Raccani (ITA)    | 73.             |
| 95              | Diego Sevilla (ESP)     | 69.             |
| 96              | Fernando Tercero (ESP)  | 34.             |
| 97              | Álex Martín (ESP)       | 67.             |

| Lotto Dstny LTD | Lotto Dstny LTD                | Lotto Dstny LTD |
| --------------- | ------------------------------ | --------------- |
| Nr              | Kolarz                         | Miejsce         |
| 101             | Andreas Kron (DEN)             | 9.              |
| 102             | Milan Menten (BEL)             | 89.             |
| 103             | Pascal Eenkhoorn (NED) (szosa) | 52.             |
| 104             | Brent Van Moer (BEL)           | 58.             |
| 105             | Johannes Adamietz (GER)        | 41.             |
| 106             | Frederik Frison (BEL)          | 51.             |
| 107             | Liam Slock (BEL)               | 66.             |

| Israel-Premier Tech IPT | Israel-Premier Tech IPT | Israel-Premier Tech IPT |
| ----------------------- | ----------------------- | ----------------------- |
| Nr                      | Kolarz                  | Miejsce                 |
| 111                     | Dylan Teuns (BEL)       | 19.                     |
| 112                     | Nick Schultz (AUS)      | 13.                     |
| 113                     | Simon Clarke (AUS)      | DNF-1                   |
| 114                     | Hugo Houle (CAN)        | 56.                     |
| 115                     | Corbin Strong (NZL)     | DNS-4                   |
| 116                     | Sep Vanmarcke (BEL)     | DNF-5                   |
| 117                     | Tom Van Asbroeck (BEL)  | 88.                     |

| Equipo Kern Pharma EKP | Equipo Kern Pharma EKP     | Equipo Kern Pharma EKP |
| ---------------------- | -------------------------- | ---------------------- |
| Nr                     | Kolarz                     | Miejsce                |
| 121                    | Jon Agirre (ESP)           | 29.                    |
| 122                    | Raúl García Pierna (ESP)   | DNF-1                  |
| 123                    | Igor Arrieta (ESP)         | 30.                    |
| 124                    | Pau Miquel (ESP)           | DNF-4                  |
| 125                    | Álex Jaime (ESP)           | DNF-1                  |
| 126                    | Carlos García Pierna (ESP) | 63.                    |
| 127                    | Héctor Carretero (ESP)     | 70.                    |

| Euskaltel-Euskadi EUS | Euskaltel-Euskadi EUS  | Euskaltel-Euskadi EUS |
| --------------------- | ---------------------- | --------------------- |
| Nr                    | Kolarz                 | Miejsce               |
| 131                   | Juan José Lobato (ESP) | DNF-2                 |
| 132                   | Txomin Juaristi (ESP)  | 62.                   |
| 133                   | Xabier Isasa (ESP)     | 78.                   |
| 134                   | Gotzon Martín (ESP)    | 71.                   |
| 135                   | Joan Bou (ESP)         | 31.                   |
| 136                   | Luis Ángel Maté (ESP)  | 38.                   |
| 137                   | Ibai Azurmendi (ESP)   | DNS-4                 |

| TotalEnergies TEN | TotalEnergies TEN          | TotalEnergies TEN |
| ----------------- | -------------------------- | ----------------- |
| Nr                | Kolarz                     | Miejsce           |
| 141               | Dries Van Gestel (BEL)     | 85.               |
| 142               | Edvald Boasson Hagen (NOR) | 45.               |
| 143               | Pierre Latour (FRA)        | 43.               |
| 144               | Paul Ourselin (FRA)        | DNS-5             |
| 145               | Geoffrey Soupe (FRA)       | DNF-5             |
| 146               | Alan Jousseaume (FRA)      | DNS-5             |
| 147               | Jérémy Cabot (FRA)         | 33.               |

| Burgos-BH BBH | Burgos-BH BBH              | Burgos-BH BBH |
| ------------- | -------------------------- | ------------- |
| Nr            | Kolarz                     | Miejsce       |
| 151           | Clément Alleno (FRA)       | 87.           |
| 152           | Jesús Ezquerra (ESP)       | 74.           |
| 153           | Daniel Navarro (ESP)       | 37.           |
| 154           | Cyril Barthe (FRA)         | 77.           |
| 155           | Ander Okamika (ESP)        | 64.           |
| 156           | José Manuel Díaz (ESP)     | 16.           |
| 157           | Andrés Camilo Ardila (COL) | 28.           |

| Team Flanders-Baloise TFB | Team Flanders-Baloise TFB | Team Flanders-Baloise TFB |
| ------------------------- | ------------------------- | ------------------------- |
| Nr                        | Kolarz                    | Miejsce                   |
| 161                       | Aaron Van Poucke (BEL)    | 90.                       |
| 162                       | Vincent Van Hemelen (BEL) | 68.                       |
| 163                       | Gilles De Wilde (BEL)     | DNF-5                     |
| 164                       | Jenno Berckmoes (BEL)     | 40.                       |
| 165                       | Ward Vanhoof (BEL)        | DNF-3                     |
| 166                       | Vito Braet (BEL)          | 42.                       |
| 167                       | Alex Colman (BEL)         | 53.                       |

| Bahrain Victorious TBV | Bahrain Victorious TBV  | Bahrain Victorious TBV |
| ---------------------- | ----------------------- | ---------------------- |
| Nr                     | Kolarz                  | Miejsce                |
| 1                      | Mikel Landa (ESP)       | 2.                     |
| 2                      | Matej Mohorič (SLO)     | 32.                    |
| 3                      | Damiano Caruso (ITA)    | 7.                     |
| 4                      | Jack Haig (AUS)         | 11.                    |
| 5                      | Andrea Pasqualon (ITA)  | 59.                    |
| 6                      | Santiago Buitrago (COL) | 3.                     |
| 7                      | Edoardo Zambanini (ITA) | 39.                    |

| Astana Qazaqstan Team AST | Astana Qazaqstan Team AST | Astana Qazaqstan Team AST |
| ------------------------- | ------------------------- | ------------------------- |
| Nr                        | Kolarz                    | Miejsce                   |
| 11                        | Samuele Battistella (ITA) | DNF-5                     |
| 12                        | Luis León Sánchez (ESP)   | 24.                       |
| 13                        | Christian Scaroni (ITA)   | DNF-4                     |
| 14                        | Fabio Felline (ITA)       | 72.                       |
| 15                        | Wadim Pronski (KAZ)       | DNS-2                     |
| 16                        | Antonio Nibali (ITA)      | 82.                       |
| 17                        | Joe Dombrowski (USA)      | DNS-5                     |

| Ineos Grenadiers IGD | Ineos Grenadiers IGD           | Ineos Grenadiers IGD |
| -------------------- | ------------------------------ | -------------------- |
| Nr                   | Kolarz                         | Miejsce              |
| 21                   | Carlos Rodríguez (ESP) (szosa) | 4.                   |
| 22                   | Tao Geoghegan Hart (GBR)       | 6.                   |
| 23                   | Jhonatan Narváez (ECU)         | 12.                  |
| 24                   | Connor Swift (GBR)             | 61.                  |
| 25                   | Omar Fraile (ESP)              | 36.                  |
| 26                   | Salvatore Puccio (ITA)         | 76.                  |
| 27                   | Pawieł Siwakow (FRA)           | 10.                  |

| Movistar Team MOV | Movistar Team MOV         | Movistar Team MOV |
| ----------------- | ------------------------- | ----------------- |
| Nr                | Kolarz                    | Miejsce           |
| 31                | Enric Mas (ESP)           | 5.                |
| 32                | Iván García Cortina (ESP) | 75.               |
| 33                | Ruben Guerreiro (POR)     | 21.               |
| 34                | Gonzalo Serrano (ESP)     | 49.               |
| 35                | Nelson Oliveira (POR)     | 26.               |
| 36                | Gorka Izagirre (ESP)      | 18.               |
| 37                | Sergio Samitier (ESP)     | 86.               |

| UAE Team Emirates UAD | UAE Team Emirates UAD | UAE Team Emirates UAD |
| --------------------- | --------------------- | --------------------- |
| Nr                    | Kolarz                | Miejsce               |
| 41                    | Tadej Pogačar (SLO)   | 1.                    |
| 42                    | Alessandro Covi (ITA) | 54.                   |
| 43                    | George Bennett (NZL)  | 22.                   |
| 44                    | Tim Wellens (BEL)     | 17.                   |
| 45                    | Rafał Majka (POL)     | 25.                   |
| 46                    | Sjoerd Bax (NED)      | 79.                   |
| 47                    | Domen Novak (SLO)     | 91.                   |

| Team Jayco AlUla JAY | Team Jayco AlUla JAY          | Team Jayco AlUla JAY |
| -------------------- | ----------------------------- | -------------------- |
| Nr                   | Kolarz                        | Miejsce              |
| 51                   | Kevin Colleoni (ITA)          | 48.                  |
| 52                   | Felix Engelhardt (GER)        | 55.                  |
| 53                   | Tsgabu Grmay (ETH)            | 14.                  |
| 54                   | Christopher Juul-Jensen (DEN) | 80.                  |
| 55                   | Rudy Porter (AUS)             | 46.                  |
| 56                   | Matteo Sobrero (ITA)          | 20.                  |
| 57                   | Filippo Zana (ITA) (szosa)    | 27.                  |

| Alpecin-Deceuninck ADC | Alpecin-Deceuninck ADC  | Alpecin-Deceuninck ADC |
| ---------------------- | ----------------------- | ---------------------- |
| Nr                     | Kolarz                  | Miejsce                |
| 61                     | Dries De Bondt (BEL)    | 81.                    |
| 62                     | Samuel Gaze (NZL)       | 65.                    |
| 63                     | Ayco Bastiaens (BEL)    | DNF-5                  |
| 64                     | Alexander Krieger (GER) | DNF-5                  |
| 65                     | Axel Laurance (FRA)     | 35.                    |
| 66                     | Stefano Oldani (ITA)    | 44.                    |
| 67                     | Lionel Taminiaux (BEL)  |                        |

| Intermarché-Circus-Wanty ICW | Intermarché-Circus-Wanty ICW | Intermarché-Circus-Wanty ICW |
| ---------------------------- | ---------------------------- | ---------------------------- |
| Nr                           | Kolarz                       | Miejsce                      |
| 71                           | Lorenzo Rota (ITA)           | 8.                           |
| 72                           | Georg Zimmermann (GER)       | 47.                          |
| 73                           | Dion Smith (NZL)             | 57.                          |
| 74                           | Niccolò Bonifazio (ITA)      | 60.                          |
| 75                           | Laurens Huys (BEL)           | 23.                          |
| 76                           | Aimé De Gendt (BEL)          | 92.                          |
| 77                           | Laurenz Rex (BEL)            | 83.                          |

| Caja Rural-Seguros RGA CJR | Caja Rural-Seguros RGA CJR     | Caja Rural-Seguros RGA CJR |
| -------------------------- | ------------------------------ | -------------------------- |
| Nr                         | Kolarz                         | Miejsce                    |
| 81                         | Orluis Aular (VEN) (szosa)     | 84.                        |
| 82                         | Joel Nicolau (ESP)             | DNF-5                      |
| 83                         | Tomáš Bárta (CZE)              | DNF-4                      |
| 84                         | Jefferson Alveiro Cepeda (ECU) | 15.                        |
| 85                         | David González López (ESP)     | DNF-3                      |
| 86                         | Jokin Murguialday (ESP)        | DNF-3                      |
| 87                         | Julen Amezqueta (ESP)          | DNF-5                      |

| Eolo-Kometa EOK | Eolo-Kometa EOK         | Eolo-Kometa EOK |
| --------------- | ----------------------- | --------------- |
| Nr              | Kolarz                  | Miejsce         |
| 91              | Lorenzo Fortunato (ITA) | DNF-5           |
| 92              | Erik Fetter (HUN)       | 50.             |
| 93              | Davide Bais (ITA)       | DNS-5           |
| 94              | Simone Raccani (ITA)    | 73.             |
| 95              | Diego Sevilla (ESP)     | 69.             |
| 96              | Fernando Tercero (ESP)  | 34.             |
| 97              | Álex Martín (ESP)       | 67.             |

| Lotto Dstny LTD | Lotto Dstny LTD                | Lotto Dstny LTD |
| --------------- | ------------------------------ | --------------- |
| Nr              | Kolarz                         | Miejsce         |
| 101             | Andreas Kron (DEN)             | 9.              |
| 102             | Milan Menten (BEL)             | 89.             |
| 103             | Pascal Eenkhoorn (NED) (szosa) | 52.             |
| 104             | Brent Van Moer (BEL)           | 58.             |
| 105             | Johannes Adamietz (GER)        | 41.             |
| 106             | Frederik Frison (BEL)          | 51.             |
| 107             | Liam Slock (BEL)               | 66.             |

| Israel-Premier Tech IPT | Israel-Premier Tech IPT | Israel-Premier Tech IPT |
| ----------------------- | ----------------------- | ----------------------- |
| Nr                      | Kolarz                  | Miejsce                 |
| 111                     | Dylan Teuns (BEL)       | 19.                     |
| 112                     | Nick Schultz (AUS)      | 13.                     |
| 113                     | Simon Clarke (AUS)      | DNF-1                   |
| 114                     | Hugo Houle (CAN)        | 56.                     |
| 115                     | Corbin Strong (NZL)     | DNS-4                   |
| 116                     | Sep Vanmarcke (BEL)     | DNF-5                   |
| 117                     | Tom Van Asbroeck (BEL)  | 88.                     |

| Equipo Kern Pharma EKP | Equipo Kern Pharma EKP     | Equipo Kern Pharma EKP |
| ---------------------- | -------------------------- | ---------------------- |
| Nr                     | Kolarz                     | Miejsce                |
| 121                    | Jon Agirre (ESP)           | 29.                    |
| 122                    | Raúl García Pierna (ESP)   | DNF-1                  |
| 123                    | Igor Arrieta (ESP)         | 30.                    |
| 124                    | Pau Miquel (ESP)           | DNF-4                  |
| 125                    | Álex Jaime (ESP)           | DNF-1                  |
| 126                    | Carlos García Pierna (ESP) | 63.                    |
| 127                    | Héctor Carretero (ESP)     | 70.                    |

| Euskaltel-Euskadi EUS | Euskaltel-Euskadi EUS  | Euskaltel-Euskadi EUS |
| --------------------- | ---------------------- | --------------------- |
| Nr                    | Kolarz                 | Miejsce               |
| 131                   | Juan José Lobato (ESP) | DNF-2                 |
| 132                   | Txomin Juaristi (ESP)  | 62.                   |
| 133                   | Xabier Isasa (ESP)     | 78.                   |
| 134                   | Gotzon Martín (ESP)    | 71.                   |
| 135                   | Joan Bou (ESP)         | 31.                   |
| 136                   | Luis Ángel Maté (ESP)  | 38.                   |
| 137                   | Ibai Azurmendi (ESP)   | DNS-4                 |

| TotalEnergies TEN | TotalEnergies TEN          | TotalEnergies TEN |
| ----------------- | -------------------------- | ----------------- |
| Nr                | Kolarz                     | Miejsce           |
| 141               | Dries Van Gestel (BEL)     | 85.               |
| 142               | Edvald Boasson Hagen (NOR) | 45.               |
| 143               | Pierre Latour (FRA)        | 43.               |
| 144               | Paul Ourselin (FRA)        | DNS-5             |
| 145               | Geoffrey Soupe (FRA)       | DNF-5             |
| 146               | Alan Jousseaume (FRA)      | DNS-5             |
| 147               | Jérémy Cabot (FRA)         | 33.               |

| Burgos-BH BBH | Burgos-BH BBH              | Burgos-BH BBH |
| ------------- | -------------------------- | ------------- |
| Nr            | Kolarz                     | Miejsce       |
| 151           | Clément Alleno (FRA)       | 87.           |
| 152           | Jesús Ezquerra (ESP)       | 74.           |
| 153           | Daniel Navarro (ESP)       | 37.           |
| 154           | Cyril Barthe (FRA)         | 77.           |
| 155           | Ander Okamika (ESP)        | 64.           |
| 156           | José Manuel Díaz (ESP)     | 16.           |
| 157           | Andrés Camilo Ardila (COL) | 28.           |

| Team Flanders-Baloise TFB | Team Flanders-Baloise TFB | Team Flanders-Baloise TFB |
| ------------------------- | ------------------------- | ------------------------- |
| Nr                        | Kolarz                    | Miejsce                   |
| 161                       | Aaron Van Poucke (BEL)    | 90.                       |
| 162                       | Vincent Van Hemelen (BEL) | 68.                       |
| 163                       | Gilles De Wilde (BEL)     | DNF-5                     |
| 164                       | Jenno Berckmoes (BEL)     | 40.                       |
| 165                       | Ward Vanhoof (BEL)        | DNF-3                     |
| 166                       | Vito Braet (BEL)          | 42.                       |
| 167                       | Alex Colman (BEL)         | 53.                       |

Legenda: DNF – nie ukończył etapu, OTL – przekroczył limit czasu, DNS – nie wystartował do etapu, DSQ – zdyskwalifikowany. Numer przy skrócie oznacza etap, na którym kolarz opuścił wyścig.

## Wyniki etapów

### Etap 1
| Puente de Génave - Santiago of the Sword | górski | (179 km) |

| \| Klasyfikacja etapu \| Klasyfikacja etapu \| Klasyfikacja etapu \| Klasyfikacja etapu \| Klasyfikacja etapu \| \| Kolarz \| Kolarz \| Państwo \| Drużyna \| Czas \| \| ------------------ \| ------------------------ \| ------------------ \| ---------------------- \| ------------------ \| \| 1. \| Tadej Pogačar \| Słowenia \| UAE Team Emirates \| 5h 04' 19" \| \| 2. \| Mikel Landa \| Hiszpania \| Bahrain Victorious \| + 38" \| \| 3. \| Carlos Rodríguez \| Hiszpania \| Ineos Grenadiers \| + 38" \| \| 4. \| Santiago Buitrago \| Kolumbia \| Bahrain Victorious \| + 38" \| \| 5. \| Tao Geoghegan Hart \| Wielka Brytania \| Ineos Grenadiers \| + 1' 38" \| \| 6. \| Pawieł Siwakow \| Francja \| Ineos Grenadiers \| + 1' 39" \| \| 7. \| Damiano Caruso \| Włochy \| Bahrain Victorious \| + 1' 39" \| \| 8. \| Enric Mas \| Hiszpania \| Movistar Team \| + 1' 39" \| \| 9. \| Jack Haig \| Australia \| Bahrain Victorious \| + 1' 39" \| \| 10. \| Jefferson Alveiro Cepeda \| Ekwador \| Caja Rural-Seguros RGA \| + 1' 41" \| |                          |                 |                        |            |
| |                          |                 |                        |            |
| Źródło: ProCyclingStats |                          |                 |                        |            |
| Klasyfikacja etapu |                          |                 |                        |            |
| Kolarz | Kolarz                   | Państwo         | Drużyna                | Czas       |
| 1. | Tadej Pogačar            | Słowenia        | UAE Team Emirates      | 5h 04' 19" |
| 2. | Mikel Landa              | Hiszpania       | Bahrain Victorious     | + 38"      |
| 3. | Carlos Rodríguez         | Hiszpania       | Ineos Grenadiers       | + 38"      |
| 4. | Santiago Buitrago        | Kolumbia        | Bahrain Victorious     | + 38"      |
| 5. | Tao Geoghegan Hart       | Wielka Brytania | Ineos Grenadiers       | + 1' 38"   |
| 6. | Pawieł Siwakow           | Francja         | Ineos Grenadiers       | + 1' 39"   |
| 7. | Damiano Caruso           | Włochy          | Bahrain Victorious     | + 1' 39"   |
| 8. | Enric Mas                | Hiszpania       | Movistar Team          | + 1' 39"   |
| 9. | Jack Haig                | Australia       | Bahrain Victorious     | + 1' 39"   |
| 10. | Jefferson Alveiro Cepeda | Ekwador         | Caja Rural-Seguros RGA | + 1' 41"   |

| \| Klasyfikacja generalna \| Klasyfikacja generalna \| Klasyfikacja generalna \| Klasyfikacja generalna \| Klasyfikacja generalna \| \| Kolarz \| Kolarz \| Państwo \| Drużyna \| Czas \| \| ---------------------- \| ------------------------ \| ---------------------- \| ---------------------- \| ---------------------- \| \| 1. \| Tadej Pogačar \| Słowenia \| UAE Team Emirates \| 5h 04' 19" \| \| 2. \| Mikel Landa \| Hiszpania \| Bahrain Victorious \| + 38" \| \| 3. \| Carlos Rodríguez \| Hiszpania \| Ineos Grenadiers \| + 38" \| \| 4. \| Santiago Buitrago \| Kolumbia \| Bahrain Victorious \| + 38" \| \| 5. \| Tao Geoghegan Hart \| Wielka Brytania \| Ineos Grenadiers \| + 1' 38" \| \| 6. \| Pawieł Siwakow \| Francja \| Ineos Grenadiers \| + 1' 39" \| \| 7. \| Damiano Caruso \| Włochy \| Bahrain Victorious \| + 1' 39" \| \| 8. \| Enric Mas \| Hiszpania \| Movistar Team \| + 1' 39" \| \| 9. \| Jack Haig \| Australia \| Bahrain Victorious \| + 1' 39" \| \| 10. \| Jefferson Alveiro Cepeda \| Ekwador \| Caja Rural-Seguros RGA \| + 1' 41" \| |                          |                 |                        |            |
| |                          |                 |                        |            |
| Źródło: ProCyclingStats |                          |                 |                        |            |
| Klasyfikacja generalna |                          |                 |                        |            |
| Kolarz | Kolarz                   | Państwo         | Drużyna                | Czas       |
| 1. | Tadej Pogačar            | Słowenia        | UAE Team Emirates      | 5h 04' 19" |
| 2. | Mikel Landa              | Hiszpania       | Bahrain Victorious     | + 38"      |
| 3. | Carlos Rodríguez         | Hiszpania       | Ineos Grenadiers       | + 38"      |
| 4. | Santiago Buitrago        | Kolumbia        | Bahrain Victorious     | + 38"      |
| 5. | Tao Geoghegan Hart       | Wielka Brytania | Ineos Grenadiers       | + 1' 38"   |
| 6. | Pawieł Siwakow           | Francja         | Ineos Grenadiers       | + 1' 39"   |
| 7. | Damiano Caruso           | Włochy          | Bahrain Victorious     | + 1' 39"   |
| 8. | Enric Mas                | Hiszpania       | Movistar Team          | + 1' 39"   |
| 9. | Jack Haig                | Australia       | Bahrain Victorious     | + 1' 39"   |
| 10. | Jefferson Alveiro Cepeda | Ekwador         | Caja Rural-Seguros RGA | + 1' 41"   |

### Etap 2
| Diezma - Alcalá la Real | górzysty | (156,1 km) |

| \| Klasyfikacja etapu \| Klasyfikacja etapu \| Klasyfikacja etapu \| Klasyfikacja etapu \| Klasyfikacja etapu \| \| Kolarz \| Kolarz \| Państwo \| Drużyna \| Czas \| \| ------------------ \| ------------------ \| ------------------ \| ------------------------ \| ------------------ \| \| 1. \| Tadej Pogačar \| Słowenia \| UAE Team Emirates \| 3h 40' 10" \| \| 2. \| Enric Mas \| Hiszpania \| Movistar Team \| + 4" \| \| 3. \| Santiago Buitrago \| Kolumbia \| Bahrain Victorious \| + 4" \| \| 4. \| Mikel Landa \| Hiszpania \| Bahrain Victorious \| + 4" \| \| 5. \| Carlos Rodríguez \| Hiszpania \| Ineos Grenadiers \| + 4" \| \| 6. \| Lorenzo Rota \| Włochy \| Intermarché-Circus-Wanty \| + 17" \| \| 7. \| Dylan Teuns \| Belgia \| Israel-Premier Tech \| + 21" \| \| 8. \| Tao Geoghegan Hart \| Wielka Brytania \| Ineos Grenadiers \| + 24" \| \| 9. \| Damiano Caruso \| Włochy \| Bahrain Victorious \| + 33" \| \| 10. \| Georg Zimmermann \| Niemcy \| Intermarché-Circus-Wanty \| + 36" \| |                    |                 |                          |            |
| |                    |                 |                          |            |
| Źródło: ProCyclingStats |                    |                 |                          |            |
| Klasyfikacja etapu |                    |                 |                          |            |
| Kolarz | Kolarz             | Państwo         | Drużyna                  | Czas       |
| 1. | Tadej Pogačar      | Słowenia        | UAE Team Emirates        | 3h 40' 10" |
| 2. | Enric Mas          | Hiszpania       | Movistar Team            | + 4"       |
| 3. | Santiago Buitrago  | Kolumbia        | Bahrain Victorious       | + 4"       |
| 4. | Mikel Landa        | Hiszpania       | Bahrain Victorious       | + 4"       |
| 5. | Carlos Rodríguez   | Hiszpania       | Ineos Grenadiers         | + 4"       |
| 6. | Lorenzo Rota       | Włochy          | Intermarché-Circus-Wanty | + 17"      |
| 7. | Dylan Teuns        | Belgia          | Israel-Premier Tech      | + 21"      |
| 8. | Tao Geoghegan Hart | Wielka Brytania | Ineos Grenadiers         | + 24"      |
| 9. | Damiano Caruso     | Włochy          | Bahrain Victorious       | + 33"      |
| 10. | Georg Zimmermann   | Niemcy          | Intermarché-Circus-Wanty | + 36"      |

| \| Klasyfikacja generalna \| Klasyfikacja generalna \| Klasyfikacja generalna \| Klasyfikacja generalna \| Klasyfikacja generalna \| \| Kolarz \| Kolarz \| Państwo \| Drużyna \| Czas \| \| ---------------------- \| ---------------------- \| ---------------------- \| ---------------------- \| ---------------------- \| \| 1. \| Tadej Pogačar \| Słowenia \| UAE Team Emirates \| 8h 44' 19" \| \| 2. \| Santiago Buitrago \| Kolumbia \| Bahrain Victorious \| + 48" \| \| 3. \| Mikel Landa \| Hiszpania \| Bahrain Victorious \| + 52" \| \| 4. \| Carlos Rodríguez \| Hiszpania \| Ineos Grenadiers \| + 52" \| \| 5. \| Enric Mas \| Hiszpania \| Movistar Team \| + 1' 47" \| \| 6. \| Tao Geoghegan Hart \| Wielka Brytania \| Ineos Grenadiers \| + 2' 12" \| \| 7. \| Damiano Caruso \| Włochy \| Bahrain Victorious \| + 2' 22" \| \| 8. \| Rafał Majka \| Polska \| UAE Team Emirates \| + 2' 51" \| \| 9. \| Pawieł Siwakow \| Francja \| Ineos Grenadiers \| + 2' 52" \| \| 10. \| Jack Haig \| Australia \| Bahrain Victorious \| + 2' 52" \| |                    |                 |                    |            |
| |                    |                 |                    |            |
| Źródło: ProCyclingStats |                    |                 |                    |            |
| Klasyfikacja generalna |                    |                 |                    |            |
| Kolarz | Kolarz             | Państwo         | Drużyna            | Czas       |
| 1. | Tadej Pogačar      | Słowenia        | UAE Team Emirates  | 8h 44' 19" |
| 2. | Santiago Buitrago  | Kolumbia        | Bahrain Victorious | + 48"      |
| 3. | Mikel Landa        | Hiszpania       | Bahrain Victorious | + 52"      |
| 4. | Carlos Rodríguez   | Hiszpania       | Ineos Grenadiers   | + 52"      |
| 5. | Enric Mas          | Hiszpania       | Movistar Team      | + 1' 47"   |
| 6. | Tao Geoghegan Hart | Wielka Brytania | Ineos Grenadiers   | + 2' 12"   |
| 7. | Damiano Caruso     | Włochy          | Bahrain Victorious | + 2' 22"   |
| 8. | Rafał Majka        | Polska          | UAE Team Emirates  | + 2' 51"   |
| 9. | Pawieł Siwakow     | Francja         | Ineos Grenadiers   | + 2' 52"   |
| 10. | Jack Haig          | Australia       | Bahrain Victorious | + 2' 52"   |

### Etap 3
| Alcalá de Guadaíra - Alcalá de los Gazules | płaski | (161 km) |

| \| Klasyfikacja etapu \| Klasyfikacja etapu \| Klasyfikacja etapu \| Klasyfikacja etapu \| Klasyfikacja etapu \| \| Kolarz \| Kolarz \| Państwo \| Drużyna \| Czas \| \| ------------------ \| ------------------- \| ------------------ \| ------------------------ \| ------------------ \| \| 1. \| Tim Wellens \| Belgia \| UAE Team Emirates \| 3h 47' 12" \| \| 2. \| Pierre Latour \| Francja \| TotalEnergies \| + 14" \| \| 3. \| Samuele Battistella \| Włochy \| Astana Qazaqstan Team \| + 15" \| \| 4. \| Connor Swift \| Wielka Brytania \| Ineos Grenadiers \| + 15" \| \| 5. \| Laurenz Rex \| Belgia \| Intermarché-Circus-Wanty \| + 16" \| \| 6. \| Davide Bais \| Włochy \| Eolo-Kometa \| + 16" \| \| 7. \| Edoardo Zambanini \| Włochy \| Bahrain Victorious \| + 16" \| \| 8. \| Cyril Barthe \| Francja \| Burgos-BH \| + 26" \| \| 9. \| Erik Fetter \| Węgry \| Eolo-Kometa \| + 28" \| \| 10. \| Gorka Izagirre \| Hiszpania \| Movistar Team \| + 28" \| |                     |                 |                          |            |
| |                     |                 |                          |            |
| Źródło: ProCyclingStats |                     |                 |                          |            |
| Klasyfikacja etapu |                     |                 |                          |            |
| Kolarz | Kolarz              | Państwo         | Drużyna                  | Czas       |
| 1. | Tim Wellens         | Belgia          | UAE Team Emirates        | 3h 47' 12" |
| 2. | Pierre Latour       | Francja         | TotalEnergies            | + 14"      |
| 3. | Samuele Battistella | Włochy          | Astana Qazaqstan Team    | + 15"      |
| 4. | Connor Swift        | Wielka Brytania | Ineos Grenadiers         | + 15"      |
| 5. | Laurenz Rex         | Belgia          | Intermarché-Circus-Wanty | + 16"      |
| 6. | Davide Bais         | Włochy          | Eolo-Kometa              | + 16"      |
| 7. | Edoardo Zambanini   | Włochy          | Bahrain Victorious       | + 16"      |
| 8. | Cyril Barthe        | Francja         | Burgos-BH                | + 26"      |
| 9. | Erik Fetter         | Węgry           | Eolo-Kometa              | + 28"      |
| 10. | Gorka Izagirre      | Hiszpania       | Movistar Team            | + 28"      |

| \| Klasyfikacja generalna \| Klasyfikacja generalna \| Klasyfikacja generalna \| Klasyfikacja generalna \| Klasyfikacja generalna \| \| Kolarz \| Kolarz \| Państwo \| Drużyna \| Czas \| \| ---------------------- \| ---------------------- \| ---------------------- \| ---------------------- \| ---------------------- \| \| 1. \| Tadej Pogačar \| Słowenia \| UAE Team Emirates \| 12h 35' 57" \| \| 2. \| Santiago Buitrago \| Kolumbia \| Bahrain Victorious \| + 48" \| \| 3. \| Mikel Landa \| Hiszpania \| Bahrain Victorious \| + 52" \| \| 4. \| Carlos Rodríguez \| Hiszpania \| Ineos Grenadiers \| + 52" \| \| 5. \| Enric Mas \| Hiszpania \| Movistar Team \| + 1' 47" \| \| 6. \| Tao Geoghegan Hart \| Wielka Brytania \| Ineos Grenadiers \| + 2' 12" \| \| 7. \| José Manuel Díaz \| Hiszpania \| Burgos-BH \| + 2' 19" \| \| 8. \| Gorka Izagirre \| Hiszpania \| Movistar Team \| + 2' 21" \| \| 9. \| Damiano Caruso \| Włochy \| Bahrain Victorious \| + 2' 22" \| \| 10. \| Tim Wellens \| Belgia \| UAE Team Emirates \| + 2' 26" \| |                    |                 |                    |             |
| |                    |                 |                    |             |
| Źródło: ProCyclingStats |                    |                 |                    |             |
| Klasyfikacja generalna |                    |                 |                    |             |
| Kolarz | Kolarz             | Państwo         | Drużyna            | Czas        |
| 1. | Tadej Pogačar      | Słowenia        | UAE Team Emirates  | 12h 35' 57" |
| 2. | Santiago Buitrago  | Kolumbia        | Bahrain Victorious | + 48"       |
| 3. | Mikel Landa        | Hiszpania       | Bahrain Victorious | + 52"       |
| 4. | Carlos Rodríguez   | Hiszpania       | Ineos Grenadiers   | + 52"       |
| 5. | Enric Mas          | Hiszpania       | Movistar Team      | + 1' 47"    |
| 6. | Tao Geoghegan Hart | Wielka Brytania | Ineos Grenadiers   | + 2' 12"    |
| 7. | José Manuel Díaz   | Hiszpania       | Burgos-BH          | + 2' 19"    |
| 8. | Gorka Izagirre     | Hiszpania       | Movistar Team      | + 2' 21"    |
| 9. | Damiano Caruso     | Włochy          | Bahrain Victorious | + 2' 22"    |
| 10. | Tim Wellens        | Belgia          | UAE Team Emirates  | + 2' 26"    |

### Etap 4
| Olvera - Iznájar | górzysty | (164,8 km) |

| \| Klasyfikacja etapu \| Klasyfikacja etapu \| Klasyfikacja etapu \| Klasyfikacja etapu \| Klasyfikacja etapu \| \| Kolarz \| Kolarz \| Państwo \| Drużyna \| Czas \| \| ------------------ \| ------------------ \| ------------------ \| ------------------------ \| ------------------ \| \| 1. \| Tadej Pogačar \| Słowenia \| UAE Team Emirates \| 4h 01' 39" \| \| 2. \| Enric Mas \| Hiszpania \| Movistar Team \| + 3" \| \| 3. \| Lorenzo Rota \| Włochy \| Intermarché-Circus-Wanty \| + 9" \| \| 4. \| Mikel Landa \| Hiszpania \| Bahrain Victorious \| + 12" \| \| 5. \| Santiago Buitrago \| Kolumbia \| Bahrain Victorious \| + 21" \| \| 6. \| Nick Schultz \| Australia \| Israel-Premier Tech \| + 21" \| \| 7. \| Tao Geoghegan Hart \| Wielka Brytania \| Ineos Grenadiers \| + 21" \| \| 8. \| Andreas Kron \| Dania \| Lotto Dstny \| + 24" \| \| 9. \| Damiano Caruso \| Włochy \| Bahrain Victorious \| + 33" \| \| 10. \| Carlos Rodríguez \| Hiszpania \| Ineos Grenadiers \| + 33" \| |                    |                 |                          |            |
| |                    |                 |                          |            |
| Źródło: ProCyclingStats |                    |                 |                          |            |
| Klasyfikacja etapu |                    |                 |                          |            |
| Kolarz | Kolarz             | Państwo         | Drużyna                  | Czas       |
| 1. | Tadej Pogačar      | Słowenia        | UAE Team Emirates        | 4h 01' 39" |
| 2. | Enric Mas          | Hiszpania       | Movistar Team            | + 3"       |
| 3. | Lorenzo Rota       | Włochy          | Intermarché-Circus-Wanty | + 9"       |
| 4. | Mikel Landa        | Hiszpania       | Bahrain Victorious       | + 12"      |
| 5. | Santiago Buitrago  | Kolumbia        | Bahrain Victorious       | + 21"      |
| 6. | Nick Schultz       | Australia       | Israel-Premier Tech      | + 21"      |
| 7. | Tao Geoghegan Hart | Wielka Brytania | Ineos Grenadiers         | + 21"      |
| 8. | Andreas Kron       | Dania           | Lotto Dstny              | + 24"      |
| 9. | Damiano Caruso     | Włochy          | Bahrain Victorious       | + 33"      |
| 10. | Carlos Rodríguez   | Hiszpania       | Ineos Grenadiers         | + 33"      |

| \| Klasyfikacja generalna \| Klasyfikacja generalna \| Klasyfikacja generalna \| Klasyfikacja generalna \| Klasyfikacja generalna \| \| Kolarz \| Kolarz \| Państwo \| Drużyna \| Czas \| \| ---------------------- \| ---------------------- \| ---------------------- \| ------------------------ \| ---------------------- \| \| 1. \| Tadej Pogačar \| Słowenia \| UAE Team Emirates \| 16h 36' 58" \| \| 2. \| Mikel Landa \| Hiszpania \| Bahrain Victorious \| + 1' 14" \| \| 3. \| Santiago Buitrago \| Kolumbia \| Bahrain Victorious \| + 1' 19" \| \| 4. \| Carlos Rodríguez \| Hiszpania \| Ineos Grenadiers \| + 1' 35" \| \| 5. \| Enric Mas \| Hiszpania \| Movistar Team \| + 1' 54" \| \| 6. \| Tao Geoghegan Hart \| Wielka Brytania \| Ineos Grenadiers \| + 2' 43" \| \| 7. \| Damiano Caruso \| Włochy \| Bahrain Victorious \| + 3' 05" \| \| 8. \| Lorenzo Rota \| Włochy \| Intermarché-Circus-Wanty \| + 3' 23" \| \| 9. \| Andreas Kron \| Dania \| Lotto Dstny \| + 3' 45" \| \| 10. \| Pawieł Siwakow \| Francja \| Ineos Grenadiers \| + 3' 53" \| |                    |                 |                          |             |
| |                    |                 |                          |             |
| Źródło: ProCyclingStats |                    |                 |                          |             |
| Klasyfikacja generalna |                    |                 |                          |             |
| Kolarz | Kolarz             | Państwo         | Drużyna                  | Czas        |
| 1. | Tadej Pogačar      | Słowenia        | UAE Team Emirates        | 16h 36' 58" |
| 2. | Mikel Landa        | Hiszpania       | Bahrain Victorious       | + 1' 14"    |
| 3. | Santiago Buitrago  | Kolumbia        | Bahrain Victorious       | + 1' 19"    |
| 4. | Carlos Rodríguez   | Hiszpania       | Ineos Grenadiers         | + 1' 35"    |
| 5. | Enric Mas          | Hiszpania       | Movistar Team            | + 1' 54"    |
| 6. | Tao Geoghegan Hart | Wielka Brytania | Ineos Grenadiers         | + 2' 43"    |
| 7. | Damiano Caruso     | Włochy          | Bahrain Victorious       | + 3' 05"    |
| 8. | Lorenzo Rota       | Włochy          | Intermarché-Circus-Wanty | + 3' 23"    |
| 9. | Andreas Kron       | Dania           | Lotto Dstny              | + 3' 45"    |
| 10. | Pawieł Siwakow     | Francja         | Ineos Grenadiers         | + 3' 53"    |

### Etap 5
| Villa de Otura - Alhaurín de la Torre | górzysty | (184,3 km) |

| \| Klasyfikacja etapu \| Klasyfikacja etapu \| Klasyfikacja etapu \| Klasyfikacja etapu \| Klasyfikacja etapu \| \| Kolarz \| Kolarz \| Państwo \| Drużyna \| Czas \| \| ------------------ \| -------------------- \| ------------------ \| ------------------------ \| ------------------ \| \| 1. \| Omar Fraile \| Hiszpania \| Ineos Grenadiers \| 4h 27' 59" \| \| 2. \| Alessandro Covi \| Włochy \| UAE Team Emirates \| + 0" \| \| 3. \| Andrea Pasqualon \| Włochy \| Bahrain Victorious \| + 0" \| \| 4. \| Andreas Kron \| Dania \| Lotto Dstny \| + 0" \| \| 5. \| Nick Schultz \| Australia \| Israel-Premier Tech \| + 0" \| \| 6. \| Gonzalo Serrano \| Hiszpania \| Movistar Team \| + 0" \| \| 7. \| Edvald Boasson Hagen \| Norwegia \| TotalEnergies \| + 0" \| \| 8. \| Damiano Caruso \| Włochy \| Bahrain Victorious \| + 0" \| \| 9. \| Jesús Ezquerra \| Hiszpania \| Burgos-BH \| + 0" \| \| 10. \| Lorenzo Rota \| Włochy \| Intermarché-Circus-Wanty \| + 0" \| |                      |           |                          |            |
| |                      |           |                          |            |
| Źródło: ProCyclingStats |                      |           |                          |            |
| Klasyfikacja etapu |                      |           |                          |            |
| Kolarz | Kolarz               | Państwo   | Drużyna                  | Czas       |
| 1. | Omar Fraile          | Hiszpania | Ineos Grenadiers         | 4h 27' 59" |
| 2. | Alessandro Covi      | Włochy    | UAE Team Emirates        | + 0"       |
| 3. | Andrea Pasqualon     | Włochy    | Bahrain Victorious       | + 0"       |
| 4. | Andreas Kron         | Dania     | Lotto Dstny              | + 0"       |
| 5. | Nick Schultz         | Australia | Israel-Premier Tech      | + 0"       |
| 6. | Gonzalo Serrano      | Hiszpania | Movistar Team            | + 0"       |
| 7. | Edvald Boasson Hagen | Norwegia  | TotalEnergies            | + 0"       |
| 8. | Damiano Caruso       | Włochy    | Bahrain Victorious       | + 0"       |
| 9. | Jesús Ezquerra       | Hiszpania | Burgos-BH                | + 0"       |
| 10. | Lorenzo Rota         | Włochy    | Intermarché-Circus-Wanty | + 0"       |

## Klasyfikacje

### Klasyfikacja generalna
| \| Klasyfikacja generalna \| Klasyfikacja generalna \| Klasyfikacja generalna \| Klasyfikacja generalna \| Klasyfikacja generalna \| \| Kolarz \| Kolarz \| Państwo \| Drużyna \| Czas \| \| ---------------------- \| ---------------------- \| ---------------------- \| ------------------------ \| ---------------------- \| \| 1. \| Tadej Pogačar \| Słowenia \| UAE Team Emirates \| 21h 04' 57" \| \| 2. \| Mikel Landa \| Hiszpania \| Bahrain Victorious \| + 1' 23" \| \| 3. \| Santiago Buitrago \| Kolumbia \| Bahrain Victorious \| + 1' 28" \| \| 4. \| Carlos Rodríguez \| Hiszpania \| Ineos Grenadiers \| + 1' 44" \| \| 5. \| Enric Mas \| Hiszpania \| Movistar Team \| + 2' 03" \| \| 6. \| Tao Geoghegan Hart \| Wielka Brytania \| Ineos Grenadiers \| + 2' 52" \| \| 7. \| Damiano Caruso \| Włochy \| Bahrain Victorious \| + 3' 05" \| \| 8. \| Lorenzo Rota \| Włochy \| Intermarché-Circus-Wanty \| + 3' 23" \| \| 9. \| Andreas Kron \| Dania \| Lotto Dstny \| + 3' 45" \| \| 10. \| Pawieł Siwakow \| Francja \| Ineos Grenadiers \| + 4' 05" \| |                    |                 |                          |             |
| |                    |                 |                          |             |
| Źródło: ProCyclingStats |                    |                 |                          |             |
| Klasyfikacja generalna |                    |                 |                          |             |
| Kolarz | Kolarz             | Państwo         | Drużyna                  | Czas        |
| 1. | Tadej Pogačar      | Słowenia        | UAE Team Emirates        | 21h 04' 57" |
| 2. | Mikel Landa        | Hiszpania       | Bahrain Victorious       | + 1' 23"    |
| 3. | Santiago Buitrago  | Kolumbia        | Bahrain Victorious       | + 1' 28"    |
| 4. | Carlos Rodríguez   | Hiszpania       | Ineos Grenadiers         | + 1' 44"    |
| 5. | Enric Mas          | Hiszpania       | Movistar Team            | + 2' 03"    |
| 6. | Tao Geoghegan Hart | Wielka Brytania | Ineos Grenadiers         | + 2' 52"    |
| 7. | Damiano Caruso     | Włochy          | Bahrain Victorious       | + 3' 05"    |
| 8. | Lorenzo Rota       | Włochy          | Intermarché-Circus-Wanty | + 3' 23"    |
| 9. | Andreas Kron       | Dania           | Lotto Dstny              | + 3' 45"    |
| 10. | Pawieł Siwakow     | Francja         | Ineos Grenadiers         | + 4' 05"    |

| Klasyfikacja punktowa | Klasyfikacja punktowa | Klasyfikacja punktowa | Klasyfikacja punktowa    | Klasyfikacja punktowa |
| Kolarz                | Kolarz                | Państwo               | Drużyna                  | Punkty                |
| --------------------- | --------------------- | --------------------- | ------------------------ | --------------------- |
| 1.                    | Tadej Pogačar         | Słowenia              | UAE Team Emirates        | 77 pkt                |
| 2.                    | Mikel Landa           | Hiszpania             | Bahrain Victorious       | 48 pkt                |
| 3.                    | Enric Mas             | Hiszpania             | Movistar Team            | 48 pkt                |
| 4.                    | Santiago Buitrago     | Kolumbia              | Bahrain Victorious       | 42 pkt                |
| 5.                    | Carlos Rodríguez      | Hiszpania             | Ineos Grenadiers         | 34 pkt                |
| 6.                    | Lorenzo Rota          | Włochy                | Intermarché-Circus-Wanty | 32 pkt                |
| 7.                    | Damiano Caruso        | Włochy                | Bahrain Victorious       | 31 pkt                |
| 8.                    | Tim Wellens           | Belgia                | UAE Team Emirates        | 29 pkt                |
| 9.                    | Tao Geoghegan Hart    | Wielka Brytania       | Ineos Grenadiers         | 29 pkt                |
| 10.                   | Omar Fraile           | Hiszpania             | Ineos Grenadiers         | 25 pkt                |

| Klasyfikacja punktowa | Klasyfikacja punktowa | Klasyfikacja punktowa | Klasyfikacja punktowa    | Klasyfikacja punktowa |
| Kolarz                | Kolarz                | Państwo               | Drużyna                  | Punkty                |
| --------------------- | --------------------- | --------------------- | ------------------------ | --------------------- |
| 1.                    | Tadej Pogačar         | Słowenia              | UAE Team Emirates        | 77 pkt                |
| 2.                    | Mikel Landa           | Hiszpania             | Bahrain Victorious       | 48 pkt                |
| 3.                    | Enric Mas             | Hiszpania             | Movistar Team            | 48 pkt                |
| 4.                    | Santiago Buitrago     | Kolumbia              | Bahrain Victorious       | 42 pkt                |
| 5.                    | Carlos Rodríguez      | Hiszpania             | Ineos Grenadiers         | 34 pkt                |
| 6.                    | Lorenzo Rota          | Włochy                | Intermarché-Circus-Wanty | 32 pkt                |
| 7.                    | Damiano Caruso        | Włochy                | Bahrain Victorious       | 31 pkt                |
| 8.                    | Tim Wellens           | Belgia                | UAE Team Emirates        | 29 pkt                |
| 9.                    | Tao Geoghegan Hart    | Wielka Brytania       | Ineos Grenadiers         | 29 pkt                |
| 10.                   | Omar Fraile           | Hiszpania             | Ineos Grenadiers         | 25 pkt                |

| Klasyfikacja górska | Klasyfikacja górska | Klasyfikacja górska | Klasyfikacja górska | Klasyfikacja górska |
| Kolarz              | Kolarz              | Państwo             | Drużyna             | Punkty              |
| ------------------- | ------------------- | ------------------- | ------------------- | ------------------- |
| 1.                  | Gotzon Martín       | Hiszpania           | Euskaltel-Euskadi   | 26 pkt              |
| 2.                  | Álex Martín         | Hiszpania           | Eolo-Kometa         | 18 pkt              |
| 3.                  | Dries De Bondt      | Belgia              | Alpecin-Deceuninck  | 16 pkt              |
| 4.                  | Tadej Pogačar       | Słowenia            | UAE Team Emirates   | 15 pkt              |
| 5.                  | Clément Alleno      | Francja             | Burgos-BH           | 10 pkt              |
| 6.                  | Pawieł Siwakow      | Francja             | Ineos Grenadiers    | 9 pkt               |
| 7.                  | Mikel Landa         | Hiszpania           | Bahrain Victorious  | 9 pkt               |
| 8.                  | Omar Fraile         | Hiszpania           | Ineos Grenadiers    | 8 pkt               |
| 9.                  | Dries Van Gestel    | Belgia              | TotalEnergies       | 8 pkt               |
| 10.                 | Pascal Eenkhoorn    | Holandia            | Lotto Dstny         | 7 pkt               |

| Klasyfikacja górska | Klasyfikacja górska | Klasyfikacja górska | Klasyfikacja górska | Klasyfikacja górska |
| Kolarz              | Kolarz              | Państwo             | Drużyna             | Punkty              |
| ------------------- | ------------------- | ------------------- | ------------------- | ------------------- |
| 1.                  | Gotzon Martín       | Hiszpania           | Euskaltel-Euskadi   | 26 pkt              |
| 2.                  | Álex Martín         | Hiszpania           | Eolo-Kometa         | 18 pkt              |
| 3.                  | Dries De Bondt      | Belgia              | Alpecin-Deceuninck  | 16 pkt              |
| 4.                  | Tadej Pogačar       | Słowenia            | UAE Team Emirates   | 15 pkt              |
| 5.                  | Clément Alleno      | Francja             | Burgos-BH           | 10 pkt              |
| 6.                  | Pawieł Siwakow      | Francja             | Ineos Grenadiers    | 9 pkt               |
| 7.                  | Mikel Landa         | Hiszpania           | Bahrain Victorious  | 9 pkt               |
| 8.                  | Omar Fraile         | Hiszpania           | Ineos Grenadiers    | 8 pkt               |
| 9.                  | Dries Van Gestel    | Belgia              | TotalEnergies       | 8 pkt               |
| 10.                 | Pascal Eenkhoorn    | Holandia            | Lotto Dstny         | 7 pkt               |

### Klasyfikacja drużynowa
| Klasyfikacja drużynowa | Klasyfikacja drużynowa   | Klasyfikacja drużynowa       | Klasyfikacja drużynowa |
| Drużyna                | Drużyna                  | Państwo                      | Czas                   |
| ---------------------- | ------------------------ | ---------------------------- | ---------------------- |
| 1.                     | Ineos Grenadiers         | Wielka Brytania              | 63h 15' 54"            |
| 2.                     | Bahrain Victorious       | Bahrajn                      | + 43"                  |
| 3.                     | UAE Team Emirates        | Zjednoczone Emiraty Arabskie | + 9' 57"               |
| 4.                     | Movistar Team            | Hiszpania                    | + 14' 41"              |
| 5.                     | Team Jayco AlUla         | Australia                    | + 19' 59"              |
| 6.                     | Intermarché-Circus-Wanty | Belgia                       | + 32' 40"              |
| 7.                     | Burgos-BH                | Hiszpania                    | + 34' 48"              |
| 8.                     | Eolo-Kometa              | Włochy                       | + 38' 55"              |
| 9.                     | Israel-Premier Tech      | Izrael                       | + 46' 35"              |
| 10.                    | Lotto Dstny              | Belgia                       | + 51' 06"              |

### Liderzy klasyfikacji
| Etap   |          | Pierwsze miejsce _ | Klasyfikacja generalna | Punktowa      | Górska        | Lotnych finiszy  | Drużynowa _        |
| ------ | -------- | ------------------ | ---------------------- | ------------- | ------------- | ---------------- | ------------------ |
| 1      | górski   | Tadej Pogačar      | Tadej Pogačar          | Tadej Pogačar | Gotzon Martín | Aaron Van Poucke | Bahrain Victorious |
| 2      | górzysty | Tadej Pogačar      | Tadej Pogačar          | Tadej Pogačar | Gotzon Martín | Aaron Van Poucke | Bahrain Victorious |
| 3      | płaski   | Tim Wellens        | Tadej Pogačar          | Tadej Pogačar | Gotzon Martín | Aaron Van Poucke | Ineos Grenadiers   |
| 4      | górzysty | Tadej Pogačar      | Tadej Pogačar          | Tadej Pogačar | Gotzon Martín | Aaron Van Poucke | Ineos Grenadiers   |
| 5      | górzysty | Omar Fraile        | Tadej Pogačar          | Tadej Pogačar | Gotzon Martín | Aaron Van Poucke | Ineos Grenadiers   |
| Koniec | Koniec   |                    | Tadej Pogačar          | Tadej Pogačar | Gotzon Martín | Aaron Van Poucke | Ineos Grenadiers   |